# العجلانيه
' من القرى التاريخية القديمة ذكرها الهمداني المتوفي سنة 332هـ في صفة جزيرة العرب قال عند ذكر الكسر يسكن الكسر في وسط حضرموت تجيب ويعرف بكسر قشاقش.
و لعبة مدينة العجلانية دور كبير في تاريخ قبيلة أل كثير وخصوصاً في السلطنة الكثيرية الثالثة (دولة أل عمر بن جعفر).
وذكر من جملة قري تجيب (صوران وحورة وهينن وسدبة والعجلانية) وهذا يؤكد بان العجلانية قديمة تاريخيا أي اقدم من وجود نهد بحضرموت والمعروف بان نهد قضاعة نزحوا
و تقع العجلانية ضمن حدود مديرية القطن (أخر حدود لقبيلة أل كثير من ناحية الغرب) الي حضرموت من الناحية الشمالية الغربية من اليمن حيث منازل قحطان اليوم وقد سبقتهم كندة وعن الهمداني ان عمرو بن مرة اولد قبائل بحضرموت منهم العجلان والية تنسب العجلانية بحضرموت وهو القول الارجح حيث لا يعرف لقبيلة نهد ذكر في حضرموت قبل القرن الرابع الهجري وقد ذكرت العجلانية في عدد من المراجع التاريخية نوجز منها:

## أهم المراحل في تاريخ العجلانية
- في سنة 584هـ وقعة العجلانية وهزيمة أهل تريم.
- في سنة 772ه اشتروا ال فضالة بن شماخ العجلانية من احمد بن عبد جعفر القيسي.
- في سنة 775هـ طلع احمد بن جعفر ببني يزيد والعامر العجلانية واخرجوا ال فضالة.
- وفي سنة 781هـ علي بن سليمان بن حازب في العجلانية.
- وفي سنة 870هـ قتل منصور القيسي صاحب العجلانية.
- كما يوجد بالعجلانية ضريح الصحابي كعب بن زهير.
- وقد تطرق الاخ عبد الله الي مرجع اسم العجلانية الي ال عجلان من نهد ولم اجد خلال بحثي سوى اسم للشاعر عجلان النهدي من أهل العجلانية.